# Народные посольства Беларуси
Народные посольства Беларуси — проект белорусской диаспоры, созданный в связи с непризнанием официальных результатов президентских выборов 2020 года. 10 декабря 2020 года открыты офисы в 14 странах: в их числе Бразилия, Великобритания, Германия, Ирландия, Испания, Литва, Португалия, Словения, Украина, Финляндия, Франция, Чехия, Швеция и Южная Корея, а народные консульства — в Каталонии и Шотландии.

## Описание
Народные посольства были созданы для защиты прав граждан Беларуси за рубежом, а также для представления интересов демократической Беларуси. Решение о создании Народного посольства принимается представителями белорусской диаспоры на основании резолюции Всемирного конгресса белорусов и поддерживается Общенациональным лидером Светланой Тихановской и Народным антикризисным управлением. 31 октября — 1 ноября 2020 года в формате видеоконференции прошёл Всемирный конгресс белорусов, на котором было принято решение о создании Народных посольств и общин на базе белорусской диаспоры за рубежом.

## Функции Народных посольств
Функциями Народных посольств являются следующие задачи:
1. Информирование общественности о ситуации в Беларуси.
2. Налаживание и поддержание контактов с госорганами, общественными объединениями, профсоюзами, деловыми, научными и культурными кругами за рубежом.
3. Защита прав и интересов белорусов, помощь вынужденным покинуть страну.

## Цели и задачи
- Представительство демократической Белоруссии за рубежом, обеспечение её интересов.
- Информирование государственных органов и общественности о ситуации в Белоруссии
- Установление и поддержание контактов с государственными органами, общественными объединениями, профсоюзами, бизнесом, научными и культурными кругами, получение и передача информации властям и организациям.
- Помощь согражданам, вынужденным покинуть Белоруссию (адаптация в прибывающей стране, информация о фондах помощи, срочная материальная поддержка).

## Реакция властей
В 2024 году Комитет государственной безопасности Республики Беларусь объявил Народные посольства экстремистским формированием.